# Sigurd Rushfeldt
Sigurd Rushfeldt (nacido el 11 de diciembre de 1972 en Vadsø, Noruega) era un jugador noruego de fútbol que ha jugado en varias ligas europeas como la Premier League o la Liga Española. En la actualidad es entrenador adjunto del Tromsø IL de la liga noruega.

## Biografía
Rushfeldt comenzó su carrera en Vadsø, jugando para un equipo llamado Vadsø Turn y también para el Norild. En 1992 fue fichado por el Tromsø. En 1995 fue cedido al Birmingham pero solo jugó siete partidos sin anotar goles. En 1996 fichó por el Rosenborg pero antes jugó la final de copa con el Tromsø, en cuyo partido marcó el segundo gol para ganar al Bodø/Glimt.
Con el Rosenborg ganó la liga en cuatro ocasiones y ganó la copa una vez más. También fue el máximo goleador de la liga en dos ocasiones. En 1999, se fue al Real Racing Club de Santander en el que marcó 5 goles en 44 partidos. En 2001 volvió cedido al Rosenborg y al año siguiente fichó por el FK Austria Viena. Ganó la liga de Austria en 2003 y 2006 (además de la copa de ese año).
En julio de 2006 declaró que quería terminar su carrera en Noruega y volvió al Tromsø. En el Tromsø ha marcado 15 goles en 34 partidos.
Con la selección de Noruega disputó la Copa Mundial de Fútbol de 1994. Marcó su primer gol con la selección en 2002, en un encuentro ante Japón. En 2006, anunció su decisión de retirarse de la selección pero en 2007 lo reconsideró debido a una lesión de John Carew.

## Clubes
| Club                | País       | Año         |
| ------------------- | ---------- | ----------- |
| IL Norild           | Noruega    | 1991        |
| Tromsø IL           | Noruega    | 1991 - 1995 |
| Birmingham City FC  | Inglaterra | 1995        |
| Tromsø IL           | Noruega    | 1995 - 1996 |
| Rosenborg BK        | Noruega    | 1996 - 1999 |
| Racing de Santander | España     | 1999 - 2001 |
| Rosenborg BK        | Noruega    | 2001        |
| Racing de Santander | España     | 2001 - 2002 |
| Austria Viena       | Austria    | 2002 - 2006 |
| Tromsø IL           | Noruega    | 2006 - 2011 |

## Palmarés
- Máximo goleador de Noruega: 1997, 1998
- Copa Noruega: 1996, 1999
- Liga Noruega: 1997, 1998, 1999, 2001
- Liga de Austria: 2003, 2006
- Copa de Austria: 2003, 2005, 2006